# HD 80435
HD 80435，又名CP-53 2281，SAO 236819、HR 3700，是一颗恒星，视星等为6.33，位于銀經275.07，銀緯-3.63，其B1900.0坐标为赤經9h 14m 37s，赤緯-54° -3.63′ 28″。